# Tachina iota
Tachina iota är en tvåvingeart som beskrevs av Chao och Arnaud 1993. Tachina iota ingår i släktet Tachina och familjen parasitflugor. Inga underarter finns listade i Catalogue of Life.